# 세라 피전
세라 피전(Sarah Pidgeon, 1996년 7월 7일 ~ )은 미국의 배우이다.

## 출연 작품

### 영화
- 더 프렌드 (2024) - 발 역
- 나는 네가 지난 여름에 한 일을 알고 있다 (2025)

### 텔레비전
- 더 와일즈 (2020-22) - 레아 릴케 역
- 작고 아름다운 것들 (2023) - 어린 클레어 역